# Chatagithl
Chatagithl, banda Atfalati Indijanaca, porodica kalapooian, naseljeni u ranom 19. stoljeću oko jednu milju jugozapadno od nekadašnjeg jezera Wapato Lake, na području današnjeg okruga Yamhill u Oregonu. Njihov posljednji poglavica živio je 1878., na rezervatu Grande Ronde. Gatstchet ih bilježi kao Tch tágithl. Ne smiju se brkati s Chatagihl.